# Phrynomedusa
Phrynomedusa és un gènere de granotes de la famíliaa Hylidae.

## Taxonomia
- Phrynomedusa appendiculata
- Phrynomedusa bokermanni
- Phrynomedusa fimbriata
- Phrynomedusa marginata
- Phrynomedusa vanzolinii